# Zmarli w roku 1999
Lista osób zmarłych w 1999:

## styczeń 1999
- 2 stycznia – Rolf Liebermann, kompozytor szwajcarski[1]
- 6 stycznia – Stanisław Santor, polski muzyk, skrzypek[2]
- 10 stycznia:
  - Primož Ramovš, słoweński kompozytor[3]
  - Juliusz Żuławski, polski poeta, prozaik, tłumacz poezji anglojęzycznej, prezes polskiego Pen Clubu[4]
- 12 stycznia – Kazimierz Grześkowiak, kompozytor, piosenkarz, satyryk[5]
- 14 stycznia:
  - Jerzy Grotowski, polski artysta twórca teatralny[6]
  - Zdzisław Konicki, znawca dziejów i zabytków Łodzi[7]
- 23 stycznia – John Osteen, amerykański pastor, autor i teleewangelista zielonoświątkowy[8]
- 27 stycznia – Jerzy Turowicz, polski dziennikarz i publicysta, założyciel i redaktor naczelny „Tygodnika Powszechnego”[9]

## luty 1999
- 5 lutego – Wassily Leontief, ekonomista amerykański rosyjskiego pochodzenia[10]
- 7 lutego – Husajn ibn Talal, król Jordanii[11]
- 9 lutego:
  - Aleksander Gieysztor, polski historyk[12]
  - Lotte Loebinger, niemiecka aktorka teatralna i filmowa[13]
- 15 lutego – Antoni Chodorowski, rysownik, satyryk i karykaturzysta[14]
- 25 lutego – Glenn Seaborg, amerykański chemik, laureat Nagrody Nobla[15]

## marzec 1999
- 7 marca – Stanley Kubrick, amerykański reżyser filmowy[16]
- 12 marca:
  - Yehudi Menuhin, angielski skrzypek i dyrygent[17]
  - Władysław Niedoba, polski reżyser, scenarzysta i aktor teatralny, działacz społeczny i kulturalny na Zaolziu[18]

## kwiecień 1999
- 1 kwietnia – Alfred Jahn, polski geograf, geomorfolog i polarnik, rektor Uniwersytetu Wrocławskiego[19]
- 13 kwietnia – Willi Stoph, polityk NRD, jeden z najdłużej urzędujących premierów państwa europejskiego[20]

## maj 1999
- 2 maja:
  - Włodzimierz Sokorski, polski działacz komunistyczny, pisarz, publicysta[21]
  - Oliver Reed, aktor angielski[22]
- 3 maja – Władysław Terlecki, polski prozaik[23]
- 8 maja:
  - Dirk Bogarde, aktor angielski[24]
  - Irena Szymańska-Matuszewska, polska tłumaczka, pisarka, wydawca[25]
- 12 maja:
  - Edwin Rozłubirski, polski dowódca wojskowy, generał dywizji Wojska Polskiego, pisarz[26]
  - Jerzy Stroba, arcybiskup poznański w latach 1978–1996[27]

## czerwiec 1999
- 5 czerwca – Mel Tormé, amerykański wokalista jazzowy, kompozytor, aranżer[28]
- 11 czerwca – DeForest Kelley, amerykański aktor[29]
- 16 czerwca – Screaming Lord Sutch, brytyjski muzyk rockandrollowy, wokalista[30]
- 17 czerwca – Paul-Émile de Souza, beniński pułkownik[31]
- 19 czerwca – Mario Soldati, włoski reżyser i scenarzysta filmowy, pisarz i dziennikarz[32]
- 25 czerwca – Fred Trump, amerykański przedsiębiorca i filantrop pochodzenia niemieckiego, ojciec 45. prezydenta USA Donalda Trumpa[33]
- 27 czerwca – Jeorjos Papadopulos, wojskowy grecki i hitlerowski, przywódca zamachu stanu 1967, szef rządu i państwa[34]
- 28 czerwca – Vere Bird, pierwszy premier niepodległej Antigui i Barbudy, w latach 1981–1994[35]

## lipiec 1999
- 2 lipca:
  - William Lloyd Barry, członek Ciała Kierowniczego Świadków Jehowy[36]
  - Mario Puzo, amerykański pisarz włoskiego pochodzenia[37]
- 3 lipca – Mark Sandman, amerykański wokalista, autor tekstów, multiinstrumentalista[38]
- 6 lipca – Joaquín Rodrigo, hiszpański kompozytor[39]
- 7 lipca – Leszek Kubanek, polski aktor[40]
- 8 lipca – Charles Conrad, amerykański astronauta[41]
- 14 lipca – Władysław Hasior, polski rzeźbiarz[42]
- 16 lipca – John F. Kennedy Jr., amerykański prawnik i dziennikarz, syn 35. prezydenta USA Johna F. Kennediego[43]
- 17 lipca – Arthur Hoag, amerykański astronom[44]
- 18 lipca – Marzena Górszczyk-Kęcik, polska działaczka społeczna[45]
- 19 lipca – Stella Lewi, izraelska żołnierz, politolog, psycholog i polityk[46]
- 23 lipca – Hasan II, król Maroka[47]
- 28 lipca – Trygve Haavelmo, norweski ekonomista i ekonometryk, laureat Nagrody Nobla[48]

## sierpień 1999
- 1 sierpnia – Paris Pişmiş, ormiańska astronom[49]
- 4 sierpnia – Victor Mature, amerykański aktor filmowy, teatralny, radiowy i telewizyjny włoskiego pochodzenia[50]
- 7 sierpnia – Brion James, amerykański aktor filmowy i telewizyjny, komik[51]
- 10 sierpnia – Giuseppe Delfino, włoski szermierz, szpadzista, wielokrotny medalista olimpijski[52]
- 11 sierpnia – Hendrick Chin A Sen, surinamski polityk, premier (1980) i prezydent Surinamu (1980–1982)[53]
- 14 sierpnia – Pee Wee Reese, amerykański baseballista[54]
- 23 sierpnia – James White, irlandzki pisarz science fiction[55]
- 24 sierpnia – Jerzy Harasymowicz, polski poeta[56]
- 27 sierpnia – Bai Guang, chińska aktorka filmowa i piosenkarka[57]

## wrzesień 1999
- 10 września – Tadeusz Kaczyński, polski muzykolog, krytyk muzyczny[58]
- 20 września – Raisa Gorbaczowa (ros. Раиса Максимовна Горбачёва), rosyjska socjolog, żona Michaiła Gorbaczowa[59]
- 22 września – George C. Scott, amerykański aktor[60]
- 25 września – Marion Zimmer Bradley, amerykańska pisarka fantasy[61]
- 28 września – Marek Galiński, polski zapaśnik w stylu klasycznym[62]

## październik 1999
- 4 października – Bernard Buffet, malarz francuski[63]
- 12 października – Wilt Chamberlain, legendarny koszykarz amerykański[64]
- 13 października – Halina Dobrowolska, polska aktorka[65]
- 20 października – Jack Lynch, irlandzki polityk, premier Irlandii[66]
- 21 października – Alfred Schütz, polski kompozytor i pianista[67]
- 28 października – Rafael Alberti, hiszpański poeta i dramatopisarz[68]
- 29 października – Jacek Regulski, gitarzysta zespołu KAT[69]

## listopad 1999
- 1 listopada:
  - Bhekimpi Dlamini, suazyjski polityk, premier w latach 1983–1986[70]
  - Walter Payton, amerykański sportowiec, zawodnik futbolu amerykańskiego[71]
- 2 listopada:
  - Milan Antal, słowacki astronom[72]
  - Demetrio Lakas Bahas, panamski polityk, prezydent w latach 1969–1978[73]
- 3 listopada – Ian Bannen, szkocki aktor filmowy i telewizyjny[74]
- 11 listopada – Mary Kay Bergman, amerykańska aktorka[75]
- 16 listopada – Daniel Nathans, amerykański mikrobiolog, laureat Nagrody Nobla w dziedzinie fizjologii i medycyny[76]
- 18 listopada – Paul Bowles – amerykański poeta i prozaik, tłumacz, kompozytor[77]
- 20 listopada – Gwidon Miklaszewski, polski rysownik-humorysta[78]
- 21 listopada – Quentin Crisp, angielski pisarz i aktor[79]

## grudzień 1999
- 3 grudnia:
  - Madeline Kahn, aktorka amerykańska[80]
  - John Paul Larkin, amerykański piosenkarz[81]
- 5 grudnia – Andrzej Kolikowski ps. Pershing, przywódca gangu pruszkowskiego[82]
- 8 grudnia – Péter Kuczka, węgierski pisarz science fiction i redaktor[83]
- 10 grudnia – Franjo Tuđman, prezydent Chorwacji[84]
- 12 grudnia – Joseph Heller, pisarz amerykański, autor powieści Paragraf 22[85]
- 17 grudnia – Roger Frison-Roche, francuski dziennikarz, pisarz, podróżnik i alpinista[86]
- 18 grudnia – Robert Bresson, francuski reżyser i scenarzysta filmowy[87]
- 24 grudnia – Tomasz Beksiński, dziennikarz muzyczny polskiego radia, tłumacz dialogów w filmach z Jamesem Bondem i z serii Monty Python[88]
- 25 grudnia – Jerzy Tchórzewski, polski malarz, grafik, poeta
- 29 grudnia – Jerzy Waldorff, publicysta, krytyk muzyczny[89]
- 30 grudnia – Sarah Knauss, najstarsza żyjąca osoba na świecie, rekordzistka długowieczności[90]

 data dzienna nieznana
- Mohammad Mohamadullah, banglijski polityk i prawnik[91]